# Trioza rumicis
Trioza rumicis är en insektsart som beskrevs av Löw 1880. Trioza rumicis ingår i släktet Trioza och familjen spetsbladloppor.
Artens utbredningsområde är Iran. Inga underarter finns listade i Catalogue of Life.